# Генель, Кристиан Генрих
Кристиан Генрих Генель (нем. Christian Heinrich Hänel; 1715 — 16 июня 1787, Дрезден) — немецкий медик, врач генерального штаба и личным врач курфюрстов Саксонии. Доктор медицины (1739).

## Биография
Изучал медицину под руководством Германа Бургаве в Лейденском университете. В 1739 году получил докторскую степень в Лейдене.
После служил полевым врачом и комиссаром медицины, затем был одним из первых преподавателей Саксонской медико-хирургической коллегии, основанной в 1748 году в пехотных казармах Нойштадтер в Дрездене, для подготовки хирургов для войск Саксонии и хирургов для сельских районов близ Дрездена. С 1755 года работал личным врачом у курфюрста Саксонии Фридриха Августа II. Позже был назначен придворным советником и возглавлял медицинские службы в качестве главного врача.
Член Леопольдины с 1764 года. Автор ряда трудов в области медицины.

## Избранные сочинения
- Dissertatio inauguralis medica de Camphora. Wishoff, Lugduni Batavorum 1739 (Digitalisat)
- Grundsätze zur ausübenden Arzneykunst nach Anleitung des Boerhave von Dr. Christian Heinrich Häneln, Churfürstl. Sächs. Hofrath und Leib, auch General-Stabs-Medico, zu seinen Vorlesungen bey dem Collegio Medico-Chirurgico aufgesetzt, und nach dessen Ableben zum Druck befördert. Churfürstliche Hofbuchdruckerey, Dresden 1781 (Digitalisat)